# Commelina indehiscens
Commelina indehiscens là một loài thực vật có hoa trong họ Commelinaceae. Loài này được E.Barnes mô tả khoa học đầu tiên năm 1946.